# 芒特洛恩 (印第安納州)
芒特洛恩（英語：Mount Lawn）是位於美國印第安納州亨利縣的一個非建制地區。該地的面積和人口皆未知。